# Todd Bowles
Todd Robert Bowles (Elizabeth, 18 de novembro de 1963) é um treinador de futebol americano que atualmente serve como técnico principal do Tampa Bay Buccaneers da National Football League (NFL), tendo sido coordenador defensivo dessa equipe nos três anos anteriores. Antes disso, entre 1986 e 1993, foi jogador, atuando na posição de safety. 
Ele jogou oito temporadas na NFL como Safety, principalmente no Washington Redskins, onde foi titular no Super Bowl XXII contra o Denver Broncos. 
Bowles foi o treinador interino do Philadelphia Eagles em 2012 e, em seguida, foi coordenador defensivo do Arizona Cardinals em 2013 e 2014. Ele foi o treinador interino do Miami Dolphins nos três jogos finais da temporada 2011 conqusitando duas vitórias em três jogos após a demissão de Tony Sparano e serviu como o treinador principal do New York Jets de 2015 a 2018.

## Primeiros anos
Bowles cursou a Elizabeth High School em Elizabeth, Nova Jersey. Ele jogou futebol americano universitário na Temple University sob o comando do atual treinador do Tampa Bay Buccaneers, Bruce Arians.

## Carreira como jogador
Bowles foi contratado pelo Washington Redskins como agente livre, no dia 7 de maio de 1986. Ele assinou um contrato que incluiu um bônus de assinatura entre US $ 8.000 e US $ 10.000. 
Bowles foi o Safety titular no Super Bowl XXII que Washington venceu.
Em 1 de fevereiro de 1989, depois que seu contrato expirou, Bowles negociou contratos com o Dallas Cowboys, Minnesota Vikings e New York Giants, mas acabou assinando de novo com os Redskins. Em 1990, Bowles recebeu um salário de US $ 300.000 e foi titular em 18 jogos (incluindo playoffs).
O San Francisco 49ers assinou com Bowles para ser titular da equipe em 1991, depois de ser deixado desprotegido pelos Redskins novamente. Ele jogou em todos os 16 jogos e foi titular em 14 deles. Ele foi dispensado durante os cortes finais em 1 de setembro de 1992.
Ele voltou aos Redskins em 2 de setembro de 1992. Ele foi dispensado pelos Redskins durante os cortes finais em 31 de agosto de 1993.
Estatísticas
- Jogos disputados: 117
- Jogos como titular: 68
- Interceptações: 15
- Fumbles recuperados: 7

## Carreira como treinador
Depois de se aposentar como jogador, Bowles foi o coordenador defensivo e treinador secundário no Morehouse College em 1997, o coordenador defensivo e treinador defensivo no Grambling State de 1998-1999. Ele foi o técnico da secundária do New York Jets em 2000, do Cleveland Browns em 2001-2004 e do Dallas Cowboys em 2005-2007.

### Miami Dolphins
Bowles foi contratado pelo Miami Dolphins como treinador da secundária e assistente técnico em 23 de janeiro de 2008. 
Depois de quase quatro temporadas como técnico da secundária e assistente técnico, ele foi nomeado treinador interino em 12 de dezembro de 2011, após a demissão do treinador Tony Sparano. O primeiro jogo de Bowles como treinador interino dos Dolphins veio em 18 de dezembro contra o Buffalo Bills. Os Dolphins ganharam o jogo por 30-23. Os Dolphins terminaram 2-1 sob o comando de Bowles em 2011.

### Philadelphia Eagles
O Philadelphia Eagles contratou Bowles como treinador da secundária da equipe em 30 de janeiro de 2012. 
Os Eagles anunciaram em 16 de outubro de 2012 que dispensaram o coordenador defensivo, Juan Castillo, de suas funções e nomearam Todd Bowles como seu novo coordenador defensivo. 
Sob o comando de Bowles, os Eagles terminaram a temporada com a 9° melhor defesa contra o passe e como a 23° contra a corrida.

### Arizona Cardinals
Em 18 de janeiro de 2013, Bowles foi contratado como coordenador defensivo do Arizona Cardinals. 
Em 31 de janeiro de 2015, ele foi eleito o Treinador Assistente do Ano da Associated Press (AP) por seus esforços na temporada de 2014. Bowles recebeu 22 dos 50 votos dos membros da mídia, ganhando o prêmio inaugural.

### New York Jets
Dias depois da demissão de Rex Ryan, o New York Jets nomeou Bowles como seu novo treinador principal em um contrato de 4 anos em 14 de janeiro de 2015.
Em 28 de julho de 2015, foi revelado que Bowles foi submetido a uma cirurgia parcial de substituição do joelho. Na temporada 2015-2016, o Jets venceu 10 jogos no primeiro ano de Bowles liderando a equipe mas não foram para os playoffs.
Em 29 de dezembro de 2017, foi anunciado pela organização dos Jets que Bowles havia assinado uma extensão para continuar como técnico até 2020.
Em 30 de dezembro de 2018, os Jets anunciaram que haviam demitido Bowles após terminar a temporada com uma campanha de 4 vitórias e 12 derrotas.

### Tampa Bay Buccaneers
Em 8 de janeiro de 2019, Bowles foi contratado como coordenador defensivo do Tampa Bay Buccaneers se reunindo com Bruce Arians.
Com os Buccaneers, Bowles comandou uma defesa agressiva, que se saiu muito bem nos playoffs da temporada de 2020, se saindo bem contra poderosos ataques como o do New Orleans Saints e o do Green Bay Packers. Bowles venceu seu segundo Super Bowl (o primeiro como treinador) com os Buccaneers ao derrotarem o Kansas City Chiefs por 31 a 9 no Super Bowl LV. Bowles foi creditado por criar um plano de jogo defensivo eficiente contra o quarterback dos Chiefs, Patrick Mahomes, sem utilizar muito a blitz, ao utilizar a defesa com dois safeties em profundidade e pressão de pass rush, fazendo com que o time adversário marcasse apenas um touchdown e ainda interceptaram Mahomes duas vezes.
Em 30 de março de 2022, Bowles foi nomeado como o treinador principal dos Buccaneers após Bruce Arians se aposentar da função de técnico.